# Lligua
Lligua ist eine Ortschaft und eine Parroquia rural („ländliches Kirchspiel“) im Kanton Baños de Agua Santa im Osten der ecuadorianischen Provinz Tungurahua. Die Parroquia besitzt eine Fläche von 9,87 km². Die Einwohnerzahl lag im Jahr 2010 bei 280.

## Lage
Der Ort Lligua befindet sich 2,7 km westnordwestlich vom Stadtzentrum von Baños entfernt, in einem kleinen nördlichen Seitental wenige Meter vom Fluss Río Pastaza entfernt. Die Parroquia liegt am nördlichen Flussufer des Río Pastaza und besitzt eine Längsausdehnung in Nord-Süd-Richtung von 5,8 km. Ein Bach durchfließt das Gebiet in südlicher Richtung. Im Westen und im Osten verläuft die Grenze der Parroquia auf einem Höhenkamm.
Die Parroquia Lligua grenzt im Osten und im Süden an die Parroquia bzw. Stadt Baños, im Westen an die Parroquia Patate des gleichnamigen Kantons. Ferner grenzt die Parroquia Lligua im äußersten Norden an die Parroquia El Triunfo, ebenfalls Teil des Kantons Patate.